# Rutger Bennet (häradshövding)
Rutger Fredrik Bennet, född den 2 februari 1836 i Färlövs socken, Kristianstads län, död den 6 juni 1922 i Stockholm, var en svensk friherre och jurist. Han var far till Rutger Bennet.
Bennet blev 1854 student vid Lunds universitet, där han avlade hovrättsexamen 1859. Han blev vice häradshövding 1864 och var adjungerad ledamot i Svea hovrätt 1877–1878. Bennet var häradshövding i Bräkne domsaga 1878–1886 och i Ingelstads och Järrestads domsaga 1886–1906. Han blev riddare av Nordstjärneorden 1888. Bennet vilar på Norra begravningsplatsen utanför Stockholm.